# Prorogation (Österreich)
Als Prorogation (prorogatio fori) wird im österreichischen Zivilprozessrecht die Vereinbarung der Parteien eines Rechtsstreits über den anzuwendenden Gerichtsstand bezeichnet. Die Parteien können sich nach § 104 Abs. 1 österreichischer Jurisdiktionsnorm (JN) durch ausdrückliche Vereinbarung unterwerfen:
1. der inländischen Gerichtsbarkeit
2. einem oder mehreren Gerichten erster Instanz namentlich angeführter Orte.

soweit zur Gänze oder zum Teil nicht nach Völkerrecht oder besonderen gesetzlichen Anordnungen ausdrücklich anderes bestimmt ist (§ 104 Abs. 5 JN).
"Die Vereinbarung hat nur dann rechtliche Wirkung, wenn sie sich auf einen bestimmten Rechtsstreit oder auf die aus einem bestimmten Rechtsverhältnisse entspringenden Rechtsstreitigkeiten bezieht.  Jedoch können Angelegenheiten, welche dem Wirkungskreise der ordentlichen Gerichte überhaupt entzogen sind, durch solche Vereinbarungen nicht vor diese Gerichte, Rechtssachen, welche vor ein Bezirksgericht gehören, nicht vor einem Gerichtshof erster Instanz und ausschließlich den Gerichtshöfen erster Instanz zugewiesene Streitigkeiten nicht vor ein Bezirksgericht gebracht werden" (§ 104 Abs. 2 JN).
"Ein an sich auf Grund des Fehlens der inländischen Gerichtsbarkeit oder der sachlichen oder örtlichen Zuständigkeit unzuständiges Gericht wird auch dadurch zuständig, daß der Beklagte zur Sache vorbringt (§ 74 ZPO) oder mündlich verhandelt, ohne die Einrede des Fehlens der inländischen Gerichtsbarkeit oder der sachlichen oder örtlichen Zuständigkeit zu erheben, sofern er dabei durch einen Rechtsanwalt oder einen Notar vertreten ist oder sofern er vorher durch den Richter über die Möglichkeit einer derartigen Einrede und deren Wirkung belehrt und diese Belehrung im Verhandlungsprotokoll beurkundet worden ist" (§ 104 Abs 3 JN).
Anderes gilt im Verwaltungsrecht. Gemäß § 6 Abs 2 AVG kann die Behördenzuständigkeit nicht durch Parteienvereinbarung begründet beziehungsweise geändert werden.